# Uzbekistán na Letních olympijských hrách 2016
Uzbekistán na Letních olympijských hrách v roce 2016.

## Medailisté
| Medaile | Jméno                 | Sport    | Soutěž                            |
| ------- | --------------------- | -------- | --------------------------------- |
| Zlato   | Hasanboy Dusmatov     | Box      | Muži lehká muší váha (– 49 kg)    |
| Zlato   | Ruslan Nurudinov      | Vzpírání | Muži 105 kg                       |
| Zlato   | Shakhobidin Zoirov    | Box      | Muži muší váha (– 52 kg)          |
| Zlato   | Fazliddin Gaibnazarov | Box      | Muži velterová váha (– 64 kg)     |
| Stříbro | Shakhram Giyasov      | Box      | Muži lehká střední váha (– 69 kg) |
| Stříbro | Bektemir Melikuziev   | Box      | Muži střední váha (– 75 kg)       |
| Bronz   | Diyorbek Oʻrozboyev   | Judo     | Muži 60 kg                        |
| Bronz   | Rišad Sabirov         | Judo     | Muži 66 kg                        |
| Bronz   | Rustam Tulaganov      | Box      | Muži těžká váha (– 91 kg)         |
| Bronz   | Elmurat Tasmuradov    | Zápas    | Muži řecko-římský 59 kg           |
| Bronz   | Murodjon Ahmadaliyev  | Box      | Muži 56 kg                        |
| Bronz   | Ixtiyor Navroʻzov     | Zápas    | Muži volný styl 65 kg             |
| Bronz   | Magomed Ibragimov     | Zápas    | Muži volný styl 97 kg             |